# Toba Tennō
Toba Tennō (鳥羽天皇?) (24 de febrero de 1103-20 de julio de 1156) fue el 74.º emperador de Japón, según el orden tradicional de sucesión. Reinó entre los años 1107 y 1123. Antes de ser ascendido al Trono de Crisantemo, su nombre personal (imina) era Príncipe Imperial Munehito (宗仁親王 Munehito-shinnō?)

## Genealogía
Toba Tennō fue hijo de Horikawa Tennō. Su madre fue la Emperatriz Viuda Fujiwara ?? (藤原苡子).

### Hijos
- Princesa Imperial  ?? (統子内親王) (1116-1189) Emperatriz Viuda ?? (上西門院)
- Príncipe Imperial Akihito (顕仁親王, futuro Emperador Sutoku) (1119-1164). Existe una antigua teoría de que su padre pudiera ser el Emperador Shirakawa, abuelo del Emperador Toba.
- Princesa Imperial Toshiko (禧子内親王) (1122-1133).
- Príncipe Imperial Michihito (通仁親王) (1124-1129).
- Príncipe Imperial Kimihito (君仁親王) (1125-1143).
- Príncipe Imperial Masahito (雅仁親王, futuro Go-Shirakawa Tennō) (1127-1192).
- Príncipe Imperial Motoni (本仁親王) (1129-1169) Príncipe Imperial y Monje ?? (覚性法親王) (monje budista)
- Príncipe Imperial y Monje Michie (道恵法親王) (1132-1168) (monje budista)
- Príncipe Imperial y Monje Kakukai (覚快法親王) (1134-1181) (monje budista)
- Princesa Imperial ?? (叡子内親王) (1135-1148)
- Princesa Imperial  ?? (暲子内親王) (1137-1211)
- Príncipe Imperial Narihito (体仁親王, futuro Konoe Tennō) (1139-1155)
- Princesa Imperial ?? ((女朱)子内親王), Emperatriz (chūgū de Nijō Tennō) (1141-1176)
- Princesa Imperial ?? (頌子内親王) (1145-1208)
- Princesa Imperial ?? (幵子内親王) - Yoshida saigō (Princesa Imperial sirviente del Gran Santuario de Ise. (¿?-1161)
- Aya Gozen (阿夜御前) (¿?-1195)
- Mayo (真誉)
- Takamatsu-no-miya (高松宮). No tiene conexión con la rama Arisugawa-no-miya (antiguo Takamatsu-no-miya).
- Príncipe Imperial y Monje ?? (最忠法親王) (monje budista)
- Príncipe Imperial ?? (道果親王)

### Emperatrices y consortes
- Emperatriz (Kōgō) Fujiwara Yasuko (藤原泰子) (1095-1155), Kōyō-in (高陽院), hija mayor de Fujiwara no Tadazane.
- Emperatriz (Kōgō) Fujiwara Tokuko (藤原得子) (1117-1160), Emperatriz Viuda Yoshitomi (美福門院), hija de Fujiwara no Nagami; madre del Emperador Konoe.[4]
- Emperatriz Segunda (Chūgū) Fujiwara Tamako (藤原璋子), Emperatriz Viuda Taiken (待賢門院), hija mayor de Fujiwara no Kinzane.

## Biografía
El Príncipe Imperial Munehito asume el trono en 1107 a los 4 años de edad, tras la repentina muerte de su padre, el Emperador Horikawa. Accede al trono con el nombre de Emperador Toba.
Durante su reinado, su abuelo el Emperador Shirakawa actuaba como Emperador Enclaustrado; fue también la persona que lo crio cuando la madre del Emperador Toba falleció. En 1123, a los 21 años, abdica a favor de su hijo, Sutoku Tennō. 
Con la muerte de Shirakawa Tennō en 1129, el Emperador Toba asume su rol como Emperador Enclaustrado y mantiene su poder durante los reinados de tres de sus hijos: Sutoku Tennō, Konoe Tennō y Go-Shirakawa Tennō. En 1142 se convierte en un monje budista, y asiste al Tōdai-ji.
Fallece en 1156 a la edad de 53 años.

## Kugyō
Kugyō (公卿) es el término colectivo para los personajes más poderosos y directamente ligados al servicio del emperador del Japón anterior a la restauración Meiji. Eran cortesanos hereditarios cuya experiencia y prestigio les había llevado a lo más alto del escalafón cortesano.
- Sesshō:
- Daijō Daijin:
- Sadaijin:
- Udaijin:
- Naidaijin:
- Dainagon:

## Eras
- Kajō (1106-1108)
- Tennin (1108-1110)
- Ten'ei (1110-1113)
- Eikyū (1113-1118)
- Gen'ei (1118-1120)
- Hōan (1120-1124)

## Sucesión
| Predecesor: Horikawa Tennō | Emperador de Japón 1107-1123 | Sucesor: Sutoku Tennō |

- Datos: Q349284
- Multimedia: Emperor Toba / Q349284